# Jānis Čakste
Jānis Kristaps Čakste (Lielsesava, Orosz Birodalom, 1859. szeptember 14. – Riga, Lettország, 1927. március 14.) lett politikus, Lettország első elnöke.

## Életpályája
A Moszkvai Egyetemen tanult jogot, 1886-ban diplomázott, és Lettországban ügyvéd és politikai aktivista lett. 1906-ban az Orosz Birodalom első Állami Dumájának tagjává választották, ahol Lettország autonómiájának ötletét népszerűsítette.
1918-ban a Tautas padome tagja lett, ami egy ideiglenes kormány volt, mely kikiáltotta az ország függetlenségét. Čakstét 1922-ben elnökké választották. 1925-ben megválasztották második terminusára, ami alatt 1927-ben meghalt. A lett akadémiai szövetség, az Austrums tagja volt.
Kétszer házasodott, négy gyermeke volt.